# Tropie (Gródek nad Dunajcem)
Tropie ist eine Ortschaft mit einem Schulzenamt der Gemeinde Gródek nad Dunajcem im Powiat Nowosądecki der Woiwodschaft Kleinpolen in Polen.

## Geographie
Der Ort liegt am rechten Ufer der Stausee Jezioro Czchowskie am Dunajec, 4 km südlich der Stadt Czchów.

## Geschichte
Schon in den Stammeszeiten war dieser Ort ein wichtiges slawisches Kultzentrum. Vermeintlich ab dem späteren 10. Jahrhundert wurde der Ort von einigen legendären Christen besucht: Andrzej Świerad, Einsiedler Urban, Benedykt von Skałka. Die hiesige Kirche wurde schon im 11. Jahrhundert erbaut an der Stelle des heidnischen Hains, um 1241 wahrscheinlich von Tataren zerstört, im Jahr 1347 wieder gebaut. Trotzdem ist sie die älteste am Dunajec. Am anderen Ufer des Flusses wurde im frühen 13. Jahrhundert die Burg Tropstein gebaut und im Jahre 1231 als Tropsztin erstmals erwähnt (heute im Dorf Wytrzyszczka). Die erste Erwähnung des Dorfes tauchte erst im Jahr 1325/1326 auf: die Pfarrei [Stanislaus plebanus ecclesie de] Sancto Swerado im Peterspfennigregister im Dekanat Nowy Sącz (Neu Sandez) des Bistums Krakau. Der Name Świrad wurde auch im Jahr 1382 für das Dorf sowie für die Pfarrei im 16. Jahrhundert benutzt.
Politisch und administrativ gehörte das Dorf zum Königreich Polen (ab 1569 in der Adelsrepublik Polen-Litauen), Woiwodschaft Krakau, Kreis Sącz. Die Ortskirche wurde in der Zeit der Reformation zum Sitz einer arianischen Gemeinde, d. h. der Polnischen Brüder.
Bei der Ersten Teilung Polens kam Tropie 1772 zum neuen Königreich Galizien und Lodomerien des habsburgischen Kaiserreichs (ab 1804).
1918, nach dem Ende des Ersten Weltkriegs und dem Zusammenbruch der k.u.k. Monarchie, kam Tropie zu Polen. Unterbrochen wurde dies nur durch die Besetzung Polens durch die Wehrmacht im Zweiten Weltkrieg.
Von 1975 bis 1998 gehörte Tropie zur Woiwodschaft Nowy Sącz.

## Sehenswürdigkeiten
- Kirche, gebaut 11./13. Jahrhundert
- Rekonstruierte Burg Tropstein am gegenüberliegenden Ufer des Dunajec, in Wytrzyszczka

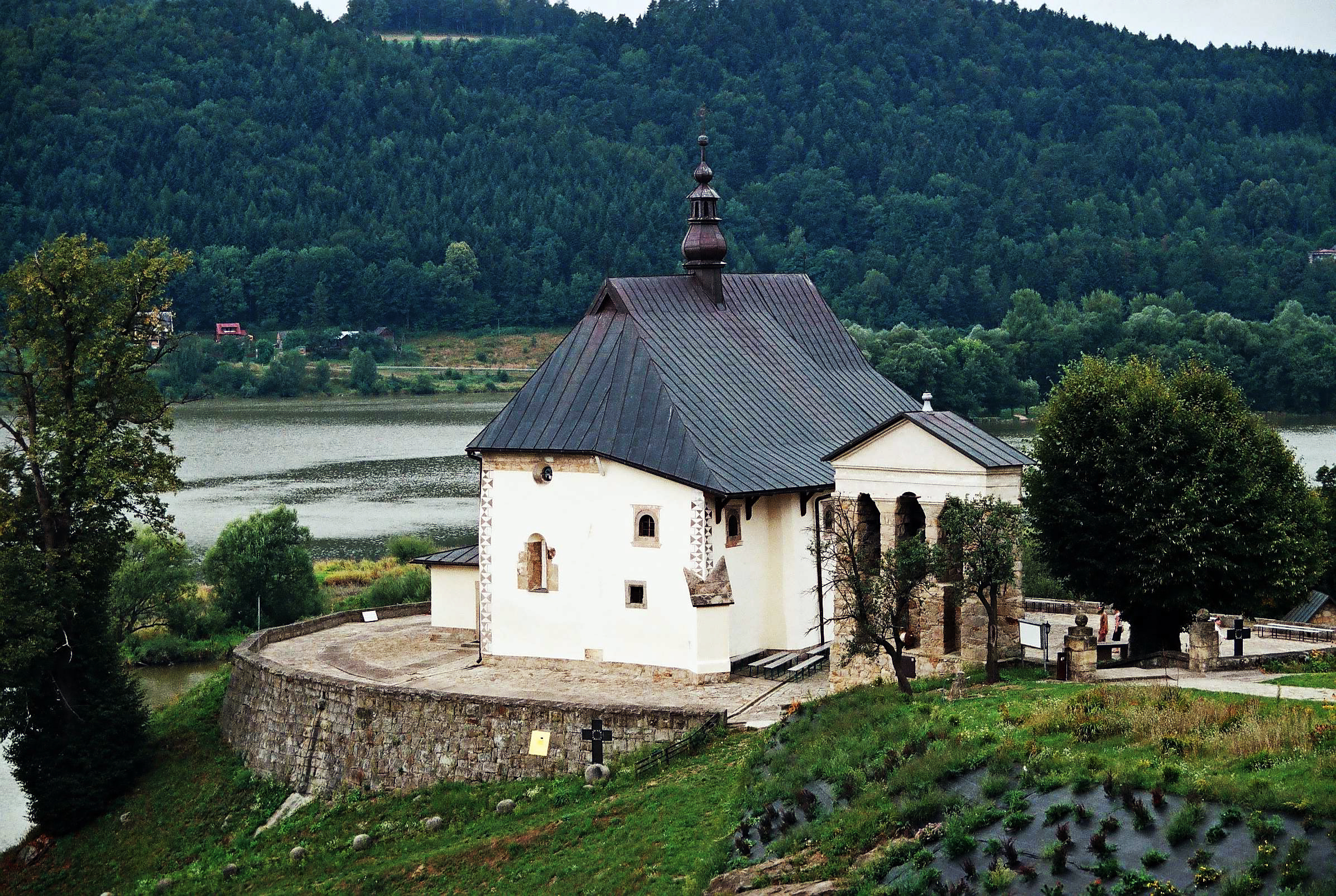
Kirche
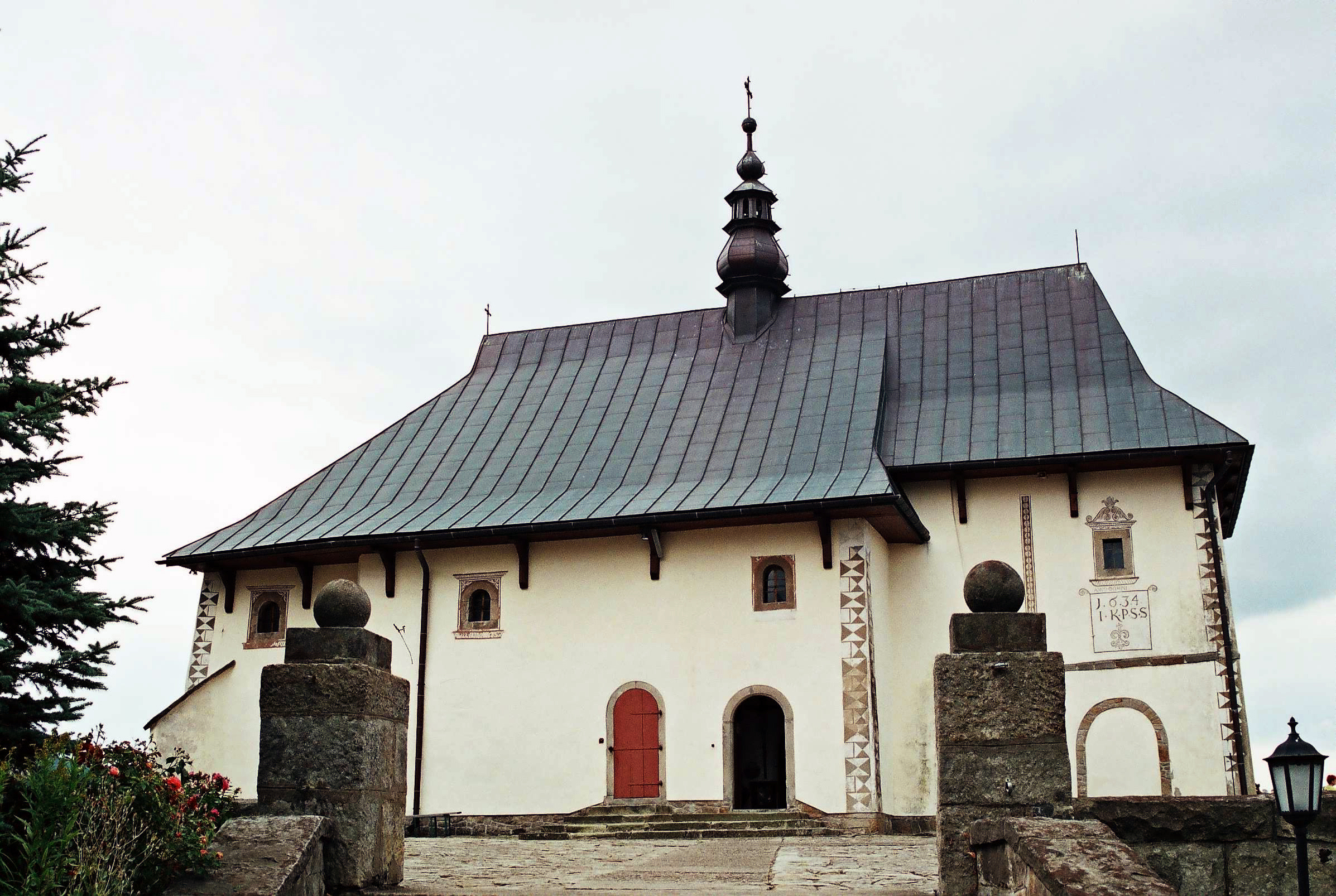
Kirche
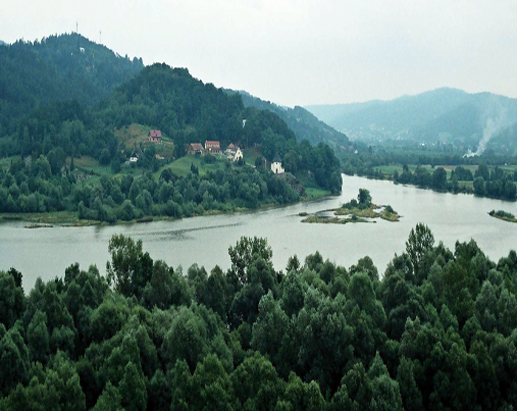
Blick von Tropstein
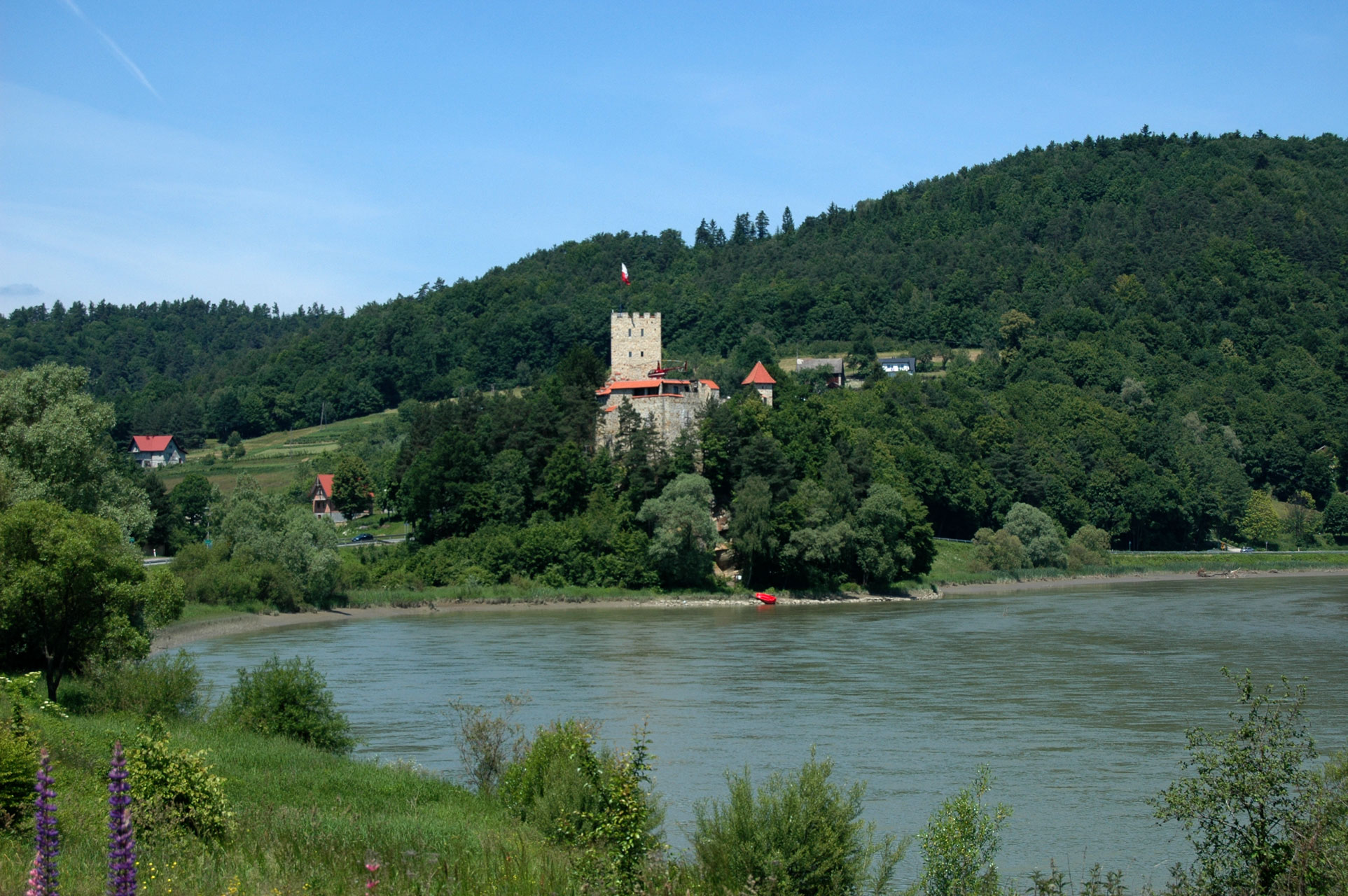
Burg Tropstein
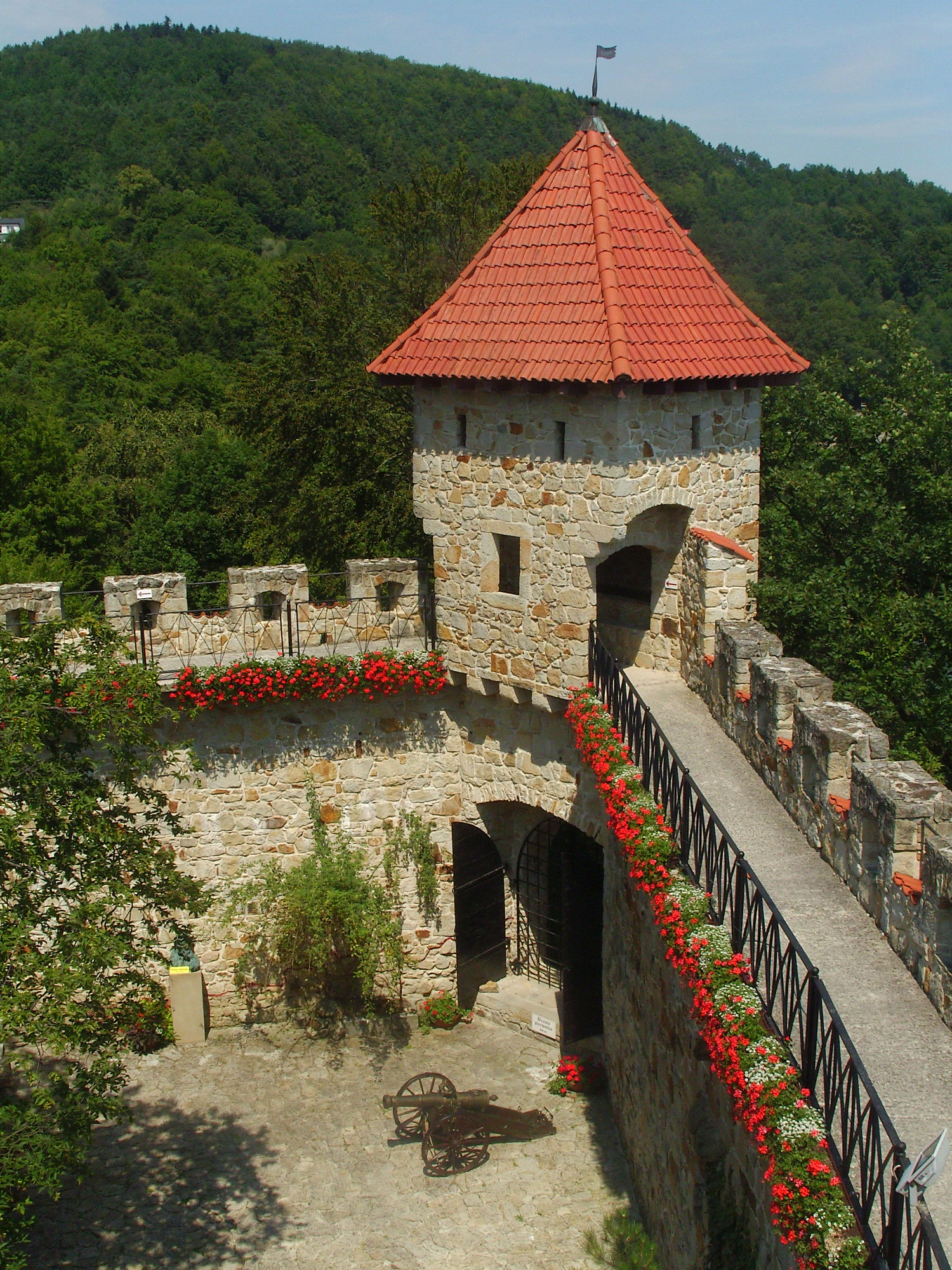
Burg Tropstein

## Persönlichkeiten
- Władysław Bobowski (1932–2025), Weihbischof in Tarnów